# Garðabær (ville)
Pour l’article homonyme, voir Garðabær (municipalité).
Garðabær est une ville du grand Reykjavik en Islande, dans la municipalité de Garðabær.

## Histoire
Aux moments de la création de l'Islande, pendant le IXe siècle, il y avait deux fermes dans la région de l'actuelle ville. Ces fermes avaient pour noms : Vífilsstaðir et Skúlastaðir. Le nom de la première ferme vient de Vífill, le nom du servant du premier colon islandais Ingólfur Arnarson.
Le 20 octobre 2012, les habitants d'Álftanes et de Garðabær, toutes deux voisines, ont été consultés via un référendum local qui a approuvé la fusion des deux villes indépendantes. La dette qui étouffe Álftanes actuellement est principalement à l'origine d'une telle proposition. La nouvelle ville indépendante Garðabær, créée à partir de la fusion des deux, a vu le jour le 1er janvier 2013.

## Personnalités liées
Le chanteur Sjonni Brink y est mort en 2011.

## Sport
C'est son club de football qui joue en 1re division islandaise qui fait l'affiche chaque week-end entre mai et septembre : le UMF Stajarnan Garðabær.